# Zeemuur (Enkhuizen)

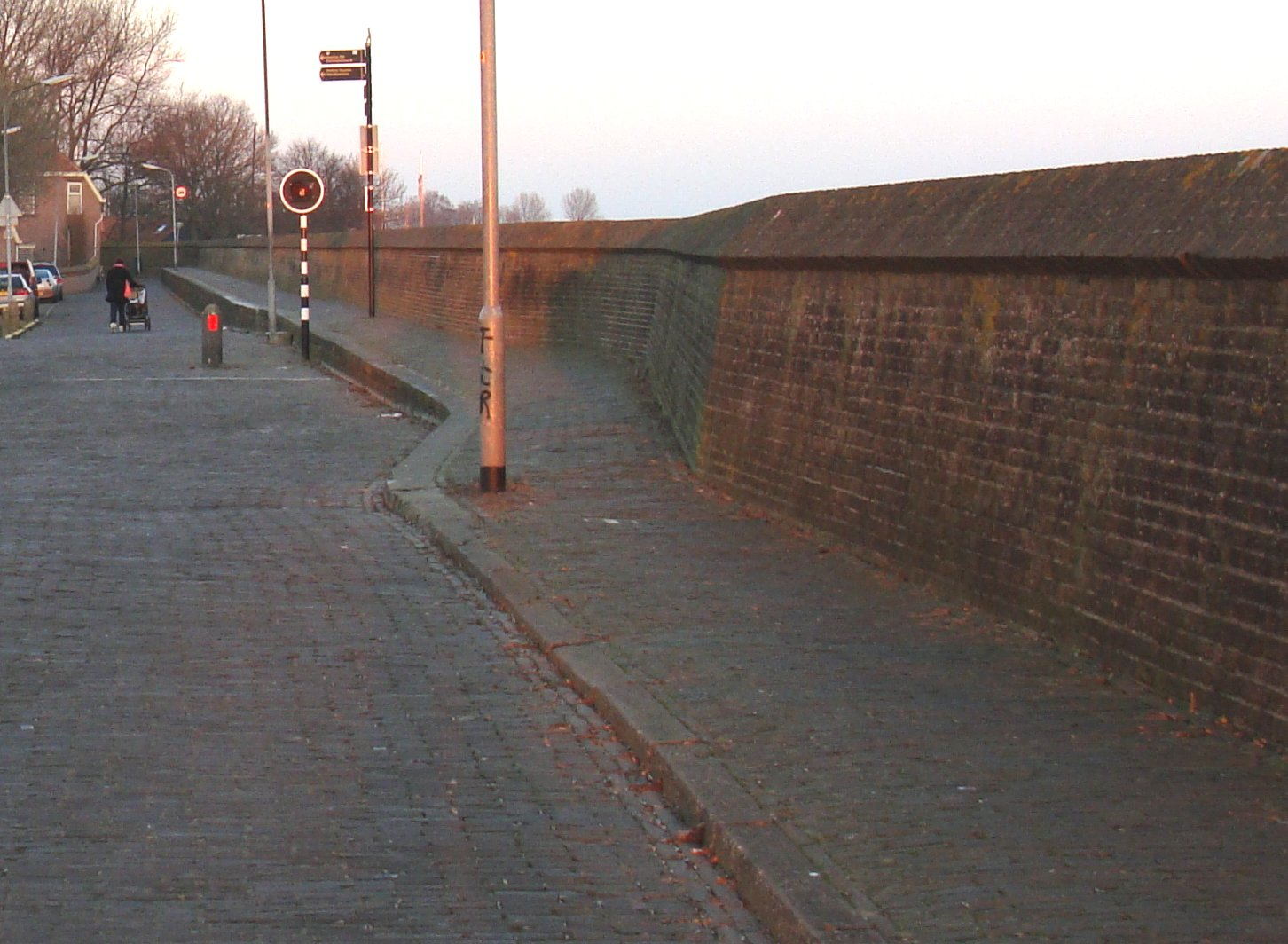
Zuidelijke deel van de Zeemuur, bij de Harlingersteiger

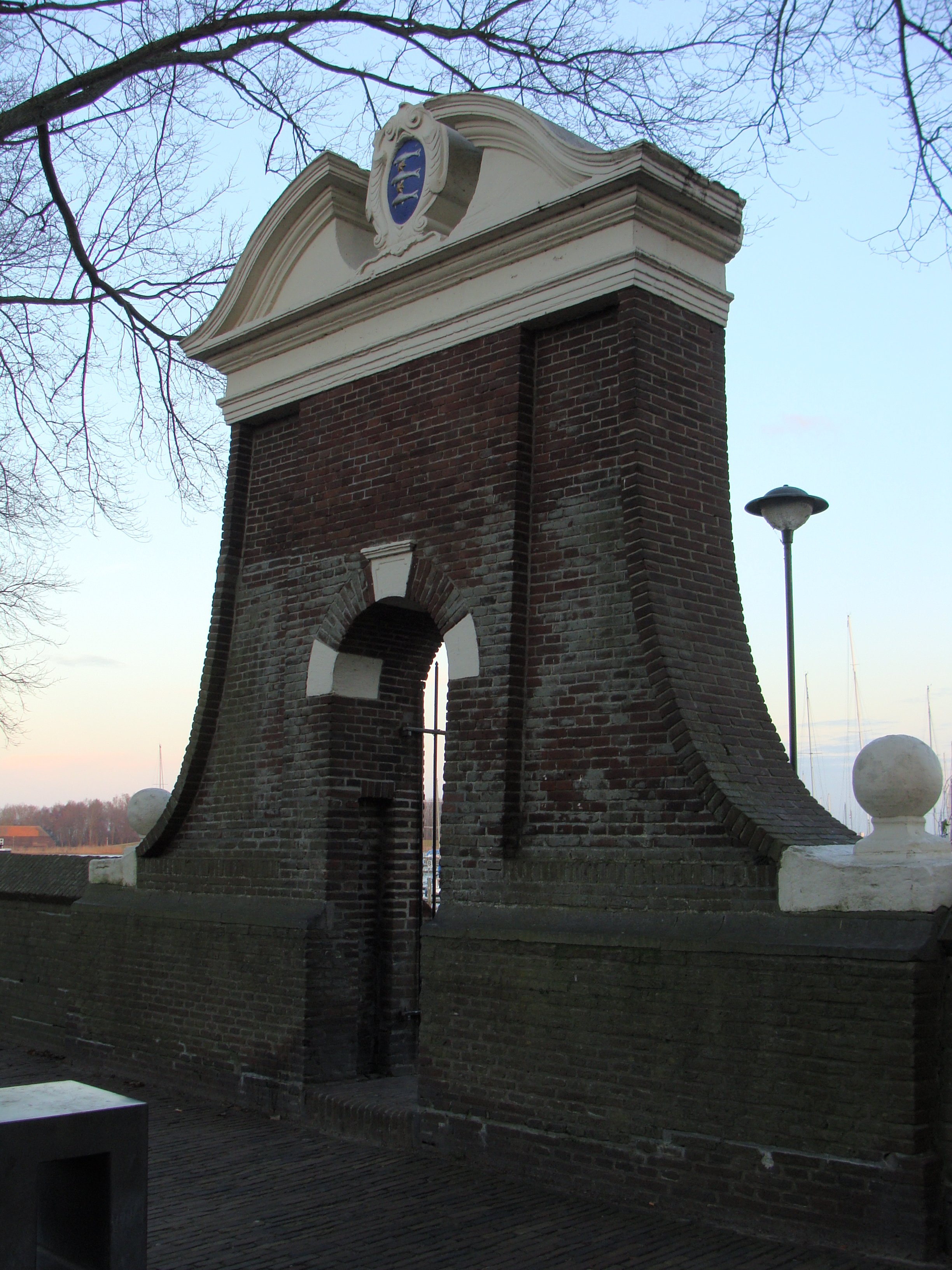
Het Staverse Poortje

De Zeemuur is een gemetselde muur in de Nederlandse plaats Enkhuizen die de waterkering vormt voor het oostelijke deel van de binnenstad.
De muur is in 1608 gebouwd op een lagere dijk die dateert uit 1567, en had zowel een zeewerende als een verdedigende functie. De dijk waarop de zeemuur staat, is zoals de meeste delen van de Westfriese Omringdijk oorspronkelijk een wierdijk geweest. In 1615 werd in de zeemuur, ter hoogte van de huidige Compagniestraat, het Staverse Poortje gemaakt, van oudsher de enige doorgang in de muur. Het poortje raakte in verval, maar werd in 1833 herbouwd.
Door de eeuwen heen is de zeemuur meermalen beschadigd bij stormvloeden, de laatste maal bij de watersnood van 1916. Ook het Staverse Poortje raakte hierbij beschadigd. De zeemuur is nog steeds een primaire waterkering, in eigendom bij het Hoogheemraadschap Hollands Noorderkwartier.